# Clément Duhour
Clément Duhour est un chanteur, acteur, réalisateur et producteur français, né le 11 décembre 1911 à Saint-Jean d’Anglet et mort le 3 janvier 1983 à Neuilly-sur-Seine.

## Biographie
Fils d'épiciers de Biarritz, d'une stature élevée pour l'époque (1,86 m et 96 kg), il enlève à seize ans le titre de champion de France de lancer du disque et du poids. Dans le même temps, il est renvoyé du Lycée de Bayonne pour indiscipline. Son père l’expédie alors à Paris pour s’y former au commerce. Après trois jours chez Félix Potin, il quitte sa place et se présente à une audition du Petit Casino où il interprète Envoi de fleurs de Paul Delmet et Les Heures de Xavier Privas. Il est engagé au cabaret Au Lapin Agile et prend le nom de scène de Guy Lormont. Sa mère est prévenue qu'il a quitté l'épicerie pour le cabaret et, après avoir assisté au premier rang à ses chants, elle lui demande de rentrer à Biarritz à l'épicerie familiale.
Il reprend alors son entraînement au lancement de poids avec son frère aîné Édouard, qui est lui aussi lanceur de poids, puis, en 1932, devance l'appel et est affecté au Bourget où pendant trois mois il ne porte pas l'uniforme, l'armée ne pouvant pas lui en fournir un adapté à sa corpulence. Puis, il participe aux Jeux olympiques de Los Angeles (1932), en en profitant pour se rendre à Hollywood ; il se classe vingtième des Jeux, envoyant tout de même le poids à quatorze mètres (13,960), deux mètres seulement le séparent du médaillé d’or, Leo Sexton, qui est non seulement son aîné de deux ans, mais encore un surdoué de 109 kilos, expert du "shot put", et sur le point de battre le record du monde. Il est encore couronné champion de France du lancer du poids en 1933.
Il retourne à Paris où, toujours sous le nom de Guy Lormont, il s'inscrit à un concours patronné par le journal Comœdia. Il est engagé à l'Opéra comme stagiaire, sans aucune rémunération, ce qui l'oblige à devenir fort des Halles. Il décide de revenir au music-hall. Il vient saluer Mistinguett dans sa loge au théâtre Mogador et celle-ci, après l'avoir écouté, le fait engager à l'A.B.C. En 1938, il est le partenaire de Joséphine Baker au Casino de Paris.
À la déclaration de guerre, en 1939, il rejoint l'armée française où il est chauffeur et est fait prisonnier. Pendant l'Occupation allemande, il ouvre son propre cabaret dans le 8e, rue de Ponthieu, qu'il baptise Le Cavalier, et décroche son premier rôle au cinéma dans L'Âge d'or (1942). D'après Hans von Luck, l'atmosphère collaborationniste de son café-concert dissimule en réalité une activité de résistant. En 1942, il rencontre Viviane Romance avec qui il se marie en 1943 et fondera la société de production Izarra, du nom de l’étoile en basque. Ils divorcent en 1951.
Après la guerre, Clément Duhour devient le producteur exclusif et le collaborateur de Sacha Guitry. L'instrument de cette étroite collaboration sera la société « CLM » (courts et longs métrages), quasi-acronyme de son prénom. De cette association Duhour-Guitry sortiront vers le milieu des années 1950 les films culte : Si Versailles m'était conté... (1954), Si Paris nous était conté (1956), Assassins et Voleurs (1957) et Les trois font la paire (1957).
Le succès de Si Versailles m'était conté lui ayant rapporté une fortune, il décide de faire un don important pour la restauration du Château de Versailles.
En hommage à Sacha Guitry, décédé en juillet 1957, il réalise le film posthume La Vie à deux.
Clément Duhour meurt le 3 janvier 1983 à Neuilly, de « causes naturelles ». Il a 71 ans.
Il est le frère d'Édouard Duhour, avec qui il s'était entraîné au lancer de poids.

## Filmographie

### En tant qu'acteur
- 1941 : L'Âge d'or de Jean de Limur
- 1942 : Dernier Atout de Jacques Becker
- 1945 : La Route du bagne de Léon Mathot
- 1946 : La Colère des dieux de Karel Lamač
- 1946 : La Maison sous la mer de Henri Calef
- 1947 : Carrefour des passions - (Gli Uomini sono nemici) de Ettore Giannini
- 1951 : Passion de Georges Lampin
- 1951 : Paris chante toujours de Pierre Montazel  + Production
- 1952 : Promenades à Paris - série de 13 courts métrages - de Stany Cordier
- 1953 : La Route du bonheur - (Saluti e baci) de Maurice Labro et Giorgio Simonelli  + Production
- 1953 : Embarquement pour le ciel - court métrage - de Jean Aurel (narrateur)
- 1953 : Le Chemin de l'étoile - court métrage - de Jean Mousselle
- 1953 : La Montagne du bout du monde - court métrage - de Lionel Terray
- 1953 : Histoires de bicyclettes - court métrage - de Émile Roussel
- 1954 : Si Versailles m'était conté... de Sacha Guitry + Production
- 1955 : Napoléon de Sacha Guitry + Production
- 1955 : Si Paris nous était conté de Sacha Guitry + Production
- 1957 : Assassins et Voleurs de Sacha Guitry + Production
- 1957 : Les trois font la paire de Sacha Guitry et Clément Duhour + Production
- 1957 : Le Naïf aux quarante enfants de Philippe Agostini + Production
- 1959 : Vous n'avez rien à déclarer ? de Clément Duhour + Production
- 1960 : Candide ou l'Optimisme au XXe siècle de Norbert Carbonnaux + Production

### En tant que réalisateur
- 1958 : La Vie à deux + Production
- 1959 : Vous n'avez rien à déclarer ? + Production

### En tant que producteur uniquement
- 1956 : Le Pays d'où je viens de Marcel Carné